# ガウス整数

ガウス整数とは、複素数平面では格子点に当たる。

ガウス整数（ガウスせいすう、英語: Gaussian integer）とは、実部と虚部が共に整数である複素数のことである。すなわち、a + bi（a, b は整数）の形の数のことである。ここで i は虚数単位を表す。ガウス整数という名称は、カール・フリードリヒ・ガウスが導入したことに因む。ガウス自身はガウス整数のことを複素整数（ドイツ語: Komplexe Ganze Zahl）と呼んだが、今日ではこの呼称は一般的ではない。
通常の整数は、b = 0 の場合なので、ガウス整数の一種である。区別のために、通常の整数は有理整数と呼ばれることもある。
数学的には一つ一つのガウス整数を考えるよりも、集合として全体の構造を考える方が自然である。ガウス整数全体の集合を Z[i] と表し、これをガウス整数環と呼ぶ。すなわち、
{\displaystyle \mathbb {Z} [i]:=\{a+bi\mid a,b\in \mathbb {Z} \}}
である（Z は有理整数環、すなわち有理整数全体の集合を表す）。その名が示すように、ガウス整数環は加法と乗法について閉じており、環としての構造を持つ。複素数体 C の部分環であるから、整域でもある。
Q を有理数体、すなわち有理数全体の集合とするとき、
{\displaystyle \mathbb {Q} (i):=\{a+bi\mid a,b\in \mathbb {Q} \}}
をガウス数体という。ガウス整数環はガウス数体の整数環である。ガウス数体は、典型的な代数体であるところの円分体や二次体の一種であるので、ガウス整数環は代数的整数論における最も基本的な対象の一つである。

## ノルム
ガウス整数 α = a + bi は二次方程式 x2 − 2ax + (a2 + b2) = 0 の解である（ゆえにガウス整数は代数的整数である）。この方程式のもう一つの解は a − bi である。これを α の共役といい、α で表す（この場合、α は α の複素共役でもある）。方程式の係数に現れる、共役との和 2a を α のトレース（もしくはシュプール）、共役との積 a2 + b2 を α のノルムという。すなわち、ガウス整数のノルムとは
N(a + bi) := a2 + b2
で与えられる非負の有理整数である。この値は絶対値の平方に等しい。また、ノルムは乗法的性質を持つ。すなわち、2つのガウス整数 α, β に対して
N(αβ) = N(α)N(β)
が成り立つ。

## 整除性
「約数」「倍数」の概念を、有理整数環 Z 上のみならずガウス整数環上でも自然に定義することができる。2つのガウス整数 α, β に対して、β = αγ を満たすガウス整数 γ が存在するとき、β は α の倍数（β は α で割り切れる）、α は β の約数（α は β を割り切る）であるといい、α | β と表す。
1 の約数を単数という。ガウス整数環における単数は 1, −1, i, −i の4つのみである。
（証明）：
ガウス整数環の単数を ε = a + bi とおく。単数の定義より、εε′ = 1 を満たすガウス整数 ε' が存在する。両辺のノルムを取ると、ノルムの乗法性より
N(ε)N(ε′) = 1
となる。ノルムは非負の有理整数であるから、
a2 + b2 = N(ε) = 1.
a, b は有理整数であるから、
(a, b) = (1, 0), (−1,  0), (0, 1), (0, −1).
∴ ε = a + bi = 1, −1, i, −i.（証明終）
2つのガウス整数が同伴であるとは、その比が単数であることをいう。これはガウス整数の同値関係である。単数は、4個の単数を約数に持ち、それ以外の任意のガウス整数は、4個の単数および自身と同伴なもの4個の計8個を約数に持つ。これを自明な約数という。
例：
2 = 1 × 2 = (1 + i)(1 − i) より、2 の約数は ±1, ±2, ±i, ±2i, ±(1 + i), ±(1 − i).
同伴による違いを除くと、2 の約数は 1, 1 + i, 2.
3 = 1 × 3 より、3 の約数は ±1, ±3.
同伴による違いを除くと、3 の約数は 1, 3.
5 = 1 × 5 = (1 + 2i)(1 − 2i) = (2 − i)(2 + i) より、5 の約数は ±1, ±5, ±i, ±5i, ±(1 + 2i), ±(1 − 2i), ±(2 + i), ±(2 − i).
同伴による違いを除くと、5 の約数は 1, 1 + 2i, 1 − 2i, 5.
- α が β の約数で、ε が単数であるとき、εα も β の約数になる。
- 単数の約数は4個 (±1, ±i) である。
- 単数でないガウス整数 α は、自明な約数を8個 (±1, ±α, ±i, ±iα) もつ。

### 公約数
複数のガウス整数の共通の約数を公約数と呼ぶ。公約数が単数のみであるとき、それらのガウス整数たちは互いに素であるという。さて、公約数を定義したなら、最大公約数も定義したくなるが、次の注意が必要である。
1. 複素数の間には大小関係が定義されていないので、「最大」の意味するところをはっきりさせる必要がある。
2. 最大公約数は「一意」に存在するか。
3. 最大公約数に期待される性質「任意の公約数は最大公約数の約数」が成り立つか。

1に対する一つの答として、「最大」とはノルムが最大と解釈すればよい。2と3についてはそれほど明らかではないが、後述するように、ガウス整数環においては素因数分解の一意性が成り立つことから、答は肯定的である。ただし、正確には最大公約数は完全に一意に決定するのではなく、同伴の違いにより4つ存在することになる（有理整数環における通常の最大公約数も、正のものと負のものの2つが存在する）。逆に言うと、素因数分解の一意性が成り立たない整数環においては、公約数や最大公約数を定義する意義があまりない。

## ガウス素数

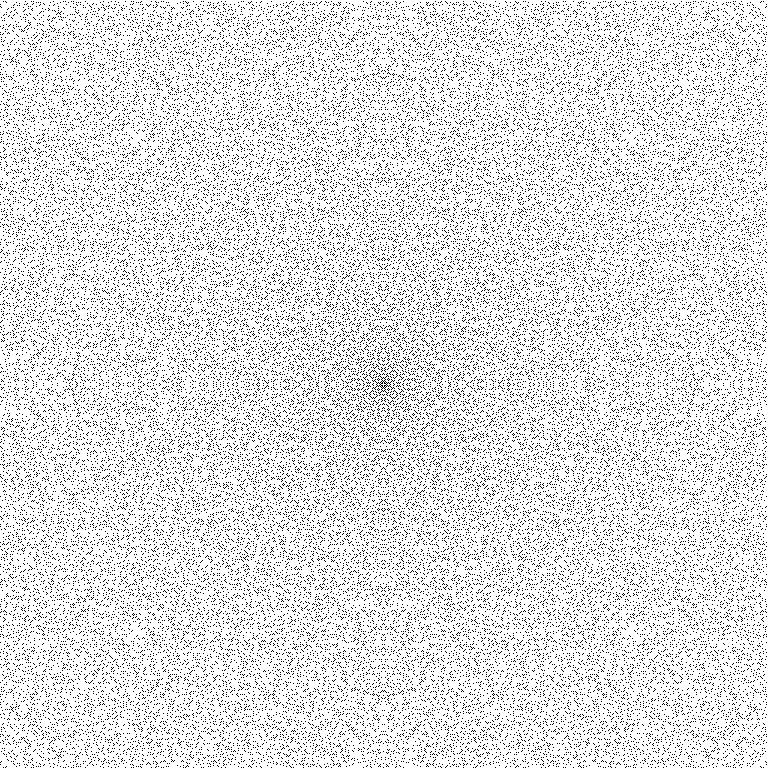
ガウス平面上のガウス素数。この模様は、床のタイル貼りやテーブルクロス織りに用いられることもある。有限の歩幅を持った人が、ガウス素数のみを踏むことによって、いくらでも遠くに行くことができるか、という問題は未解決である。

上部の画像の中央部分を拡大した図。

ガウス整数環を含む一般の環において、単数以外の元の積で表せない元のことを既約元といい、素元とは別であるが、後述するようにガウス整数環においては既約元と素元は同じ概念になるので問題はない。
約数が、同伴による違いを除いて 1 と自分自身のみである単数ではないガウス整数をガウス素数と呼ぶ。同伴による違いを区別しても、ガウス素数 z とは、約数が（8個の）自明な約数 (±1, ±i, ±z, ±iz) のみであるガウス整数のことである。通常の有理整数環 Z での素数と区別するために、通常の素数は有理素数と呼ばれることもある。
ガウス素数には以下の3つのタイプがある。
- ノルムが 2 であるもの。すなわち、±(1 + i), ±(1 − i) の4つ。
- ノルムが 4n + 1 の形の有理素数であるもの

これは 4n + 1 型の有理素数の分解を与える。
100 以下の 4n + 1 型の有理素数の分解（同伴な表示は略）：
5 = (1 + 2i)(1 − 2i)
13 = (2 + 3i)(2 − 3i)
17 = (1 + 4i)(1 − 4i)
29 = (2 + 5i)(2 − 5i)
37 = (1 + 6i)(1 − 6i)
41 = (4 + 5i)(4 − 5i)
53 = (2 + 7i)(2 − 7i)
61 = (5 + 6i)(5 − 6i)
73 = (3 + 8i)(3 − 8i)
89 = (5 + 8i)(5 − 8i)
97 = (4 + 9i)(4 − 9i)
- 4n + 3 の形の有理素数と同伴のもの。
  - 3, 7, 11, 19, 23, 31, 43, 47, 59, 67, 71, 79, …（オンライン整数列大辞典の数列 A002145）

これは「2つの平方数の和で表せる素数は 2 と 4n + 1 の形のものに限る」という定理（フェルマーの二平方和定理）と、ガウス素数が素元であることによる。有理素数の単数以外による分解は 2 または 4n + 1 型に限られ、その分解は
p = (m + ni)(m − ni)
の形に限られる。
有理素数がガウス素数であるかどうかについて、2 と 4n + 1 型の有理素数は2つの共役なガウス素数に因数分解できるので、実質1つのガウス素数の平方であると解釈できる。この状況を「2 は分岐する」と表現する。また、4n + 3 型の有理素数はガウス素数でもある。この状況を「3 は惰性する」と表現する。
このように、ある環では素元であったものが、拡張した環でも素元であるか、またはどのような素元の積に分解されるのか、という問題は代数的整数論の主題の一つである（より正確には素元の代わりに素イデアルを考える）。

## 素因数分解の一意性
ガウス整数環の特筆すべき性質として、素元分解整域（一意分解環などともいう）であるという事実がある。つまり、
任意のガウス整数は積の順序・同伴による違いを除いてガウス素数の積で一意に表すことができる
という定理がある。
例：
5 = (1 + 2i)(1 − 2i) = (2 + i)(2 − i)
は2通りの因数分解を与えているが、1 + 2i と 2 − i、1 − 2i と 2 + i がそれぞれ同伴であるので、これらは同じ因数分解とみなす。
（有理整数環で 6 = 2 × 3 = (−3) × (−2) は区別しないのと同様である）
素因数分解の一意性は、当然成り立つことであるかのように誤解されることは多い。初等教育・中等教育では、有理整数の素因数分解の一意性の非自明性について触れられることはほとんどないが、しかし √2 が無理数であることの証明で、素因数分解の一意性を用いずに証明している、という点が挙げられる。歴史的にも長い間証明が必要なこととは認識されていなかった。しかし、例えば
{\displaystyle \mathbb {Z} [{\sqrt {-5}}]:=\{a+b{\sqrt {-5}}\mid a,b\in \mathbb {Z} \}}
においては
6 = 2 × 3 = (1 + √−5)(1 − √−5)
であるので素因数分解（正確には既約元分解）の一意性が成り立たない。{\displaystyle \mathbb {Z} [{\sqrt {-5}}]} の単数は 1, −1 のみなので、同伴の違いでもない。そもそも、2, 3, 1 + √−5, 1 − √−5 は既約元ではあるが素元ではないので、一意性以前に素元分解ができないのである。なお、素元分解ができれば一意的であることは、素元の定義より直ちに分かる。

### 証明
ガウス整数環における素因数分解の一意性は、ガウスが初めて証明した。現代的には、環論の用語を用いて次のように証明するのが一般的である。
ガウス整数環はノルムに関してユークリッド整域である。一般にユークリッド整域は単項イデアル整域であり、単項イデアル整域は素元分解整域である。したがって、ガウス整数環は素元分解整域である。
以下では、なるべく環論の用語を用いずに、証明のあらすじを与える。
ステップ1（ガウス整数環がユークリッド整域であること）
ユークリッド整域とは、素朴に言えば、その中で適切な余りの出る割り算ができる整域のことである。ユークリッドの互除法が通用する整域という意味合いである。ガウス整数環はノルムに関してユークリッド整域である。すなわち、次が成り立つ。
任意のガウス整数 α, β (≠ 0) に対して
α = βγ + δ (N(δ) < N(β))
を満たすガウス整数 γ, δ が存在する。
（証明）ガウス平面において {\displaystyle {\frac {\alpha }{\beta }}} に最も近いガウス整数 γ を取ると
{\displaystyle \left|{\frac {\alpha }{\beta }}-\gamma \right|\leq {\frac {1}{\sqrt {2}}}<1}
（中辺は一辺の長さが 1 の正方形の対角線の長さの半分）であることから、N(α − βγ) < N(β) となるので、δ = α − βγ とおけばよい。
ステップ2（ガウス整数環が単項イデアル整域であること）
単項イデアル整域とは、任意のイデアルが単項イデアルである整域のことであるが、ここではイデアルという用語を用いずに、対応する以下の命題を示す。
ガウス整数 α, β に対し、aα + bβ が α と β の公約数となるように、ガウス整数 a, b を取ることができる。
（証明）ガウス整数の集合
J := {Aα + Bβ | A と B はガウス整数}
の中から、0 以外でノルムが最小であるものを一つ選び g = aα + bβ とおく。ステップ1 より、
α = gγ + δ (N(δ) < N(g))
を満たす γ, δ が取れる。
δ = α − gγ = α − (aα + bβ)γ = (1 − a)α − (bγ)β
であるから、δ は J の元である。g は J の 0 でない元のうちノルムが最小のものであったから、δ = 0 でなければならない。ゆえに、g は α を割る。同様にして、g は β も割る。
ステップ3（既約元が素元であること）
π を先の定義によるガウス素数とする。このとき、
π が2つのガウス整数の積 αβ を割るならば、π は α と β の少なくとも一方を割る。
（証明）ステップ2 より、α と π の公約数 g = aα + bπ が取れる。π はガウス素数であるから、g は単数であるか、π と同伴であるかのどちらかである。まず、g が単数とすると、
gβ = aαβ + bπβ
であって、仮定より π は αβ を割るので π は左辺の gβ も割る。g は単数であるから、π は β を割る。次に、g が π と同伴とすると、g は α を割るから、π も α を割る。
以上でステップ3 の証明は終わりであるが、この性質を繰り返し用いる（正確には数学的帰納法を用いる）ことにより、次の性質が分かる。
ガウス素数 π が n 個のガウス整数の積 α1α2…αn を割るならば、π はどれかの αi を割る。
ステップ4（任意のガウス整数がガウス素数の積に一意に表せること）
（証明）まず、任意のガウス整数 α がガウス素数の積に分解できることを説明する。α が単数もしくはガウス素数ならば、するべきことは何もない。そうでなければ、自明でない約数を持つので、2つのガウス整数の積に分解される。このとき、それぞれのノルムは α のノルムよりも小さいので、分解を繰り返せば、各要素のノルムはどんどん小さくなっていき、いつかはそれ以上分解できなくなる。それが求めるガウス素数への分解である。正確に示すためには数学的帰納法を用いればよい。
最後に分解が一意的であることを示す。仮に2通りのガウス素数への分解
α1α2…αn = β1β2…βm
が等しいとすると、ステップ3 よりガウス素数 β1 はどれかの αi を割る。順序を入れ替えることにより、α1 を割るとしてよい。両辺をそれで割ることにより
α2…αn = β2…βm ×単数
を得る。これを繰り返すことにより、実は2つの分解は同等であることが分かる。（証明終）
通常の割り算を考えれば、有理整数環も絶対値に関してユークリッド整域であるので、同様にして素元分解整域であることが示される。一般に、ユークリッド整域は単項イデアル整域であり、単項イデアル整域は素元分解整域であることの証明は、有理整数環やガウス整数環における証明をプロトタイプとしてほぼ同様に行える。ただし、最後のステップにおいて、有限個の既約元の積に分解されることを示すのにノルムを用いたが、一般には単項イデアル整域の性質のみで同様のことが示せる。

## 応用

### ピタゴラス数
ここでは、ガウス整数環の素因数分解の一意性の簡単な応用例として、ピタゴラス数のうち、互いに素であるものは全て次の公式
(m2 − n2, 2mn, m2 + n2)
で与えられることを確かめる。
(a, b, c) を原始ピタゴラス数とする。すなわち
a2 + b2 = c2
であって a, b, c は互いに素とする。簡単に分かるように、a と b は偶奇が異なり、c は奇数である。左辺を因数分解して
(a + bi)(a − bi) = c2
を得る。ガウス素数 a + bi と a − bi は互いに素である。実際、あるガウス素数 α が両方を割り切るとすると、その和や差も割り切るので、2a と 2b を割り切る。a と b は互いに素であるので、α は 2 を割り切る。α は c も割り切るので、c が奇数であることに矛盾する。したがってそのようなガウス素数 α は存在しない。
互いに素である a + bi と a − bi の積が平方数であるので、それぞれ平方数と同伴である（ここで素因数分解の一意性を用いた）。例えば a + bi = (m + ni)2 とおくと、上記の公式を得る。同伴の違いは符号の違いや a と b の入れ替えを与えるのみである。実際に公式が原始ピタゴラス数を与えるためには、m, n は互いに素で偶奇が異なり、m > n である必要がある。
このアイデアは、一見して一般のフェルマー方程式
an + bn = cn (n ≥ 3)
に適用できるかのように思われる。実際、n が奇数のとき、ζ を 1 の原始 n 乗根とすると、左辺が一次式の積に分解されて
(a + b)(a + bζ)(a + bζ2)…(a + bζn−1) = cn
となる。よって、この場合は円分体の整数環
{\displaystyle \mathbb {Z} [\zeta ]:=\{a_{0}+a_{1}\zeta +a_{2}\zeta ^{2}+\cdots +a_{n-1}\zeta ^{n-1}\mid a_{i}\in \mathbb {Z} \}}
を考えることになる。1847年、ガブリエル・ラメはこの方針でフェルマーの最終定理を証明したと宣言した。しかし、{\displaystyle \mathbb {Z} [\zeta ]} で素因数分解の一意性が成り立つと（無意識に）勘違いしていたこと、単数を決定していなかったことなどから、その証明は不完全なものであった。しかし、全く意味が無かったわけではなく、クンマーやデデキントらによるイデアル論の研究を刺激し、代数的整数論の発展を促したという一面がある。

### 4乗剰余の相互法則
ガウスがガウス整数環について研究した動機の一つは、次のような問題である。
整数 n と素数 p に対して合同式 x4 ≡ n (mod p) が解を持つのはいかなる場合か。
この問題は、有理整数環の世界のみで考えるのではなく、ガウス整数環で考える方が本質的である。今日では4乗剰余の相互法則と呼ばれる公式が、一つの解答を与えている。ガウスは1828年と1832年の二度にわたって、4乗剰余に関する自身の研究をまとめた論文を刊行している。後者の論文において、ガウス整数環における既約分解の一意性を証明し、4乗剰余の相互法則を定式化した。ガウス自身は相互法則の証明を公表しなかったが、ガウスの弟子であるアイゼンシュタインが1844年に証明を公表した。アイゼンシュタインはさらに、3乗剰余の相互法則の定式化と証明を行った。4乗剰余を考える際に、Z に 1 の原始4乗根（虚数単位）を付加した環を考えることが必要であったように、3乗剰余を考えるためには、Z に 
1 の原始3乗根を付加した環（今日ではアイゼンシュタイン整数環と呼ばれる）を考えることが必要である。なお、後に公表されたガウスの遺稿によると、ガウスはすでに4乗剰余の相互法則の証明を与え、3乗剰余についても先鞭をつけていたことが分かる。